# Hotell Knaust

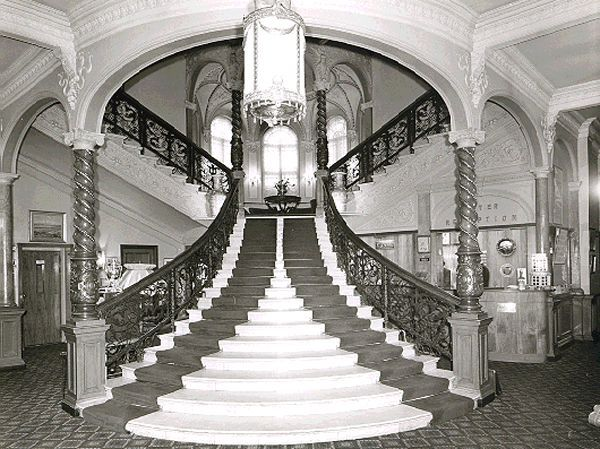
Trappan 1966

Hotell Knaust eller Hotel Knaust är ett berömt hotell i Sundsvall grundat 1891 av Adolf Fredrik Knaust. Mest förknippas hotellet med Adolf Fredriks son, restaurangmannen  Oscar Knaust.

## Bakgrund
Adolf Fredrik Knaust hade tidigare drivit andra hotell i staden. Efter Sundsvallsbranden när det stora Hotell Nord brann ner startade han ett nytt hotell under samma namn som hans farbror Gustaf Ferdinand Knaust under några årtionden fram till 1881 drivit i Sundsvalls hamn: Hotell Knaust.

## Historik
Hotell Knaust byggdes efter den stora Sundsvallsbranden 1888, efter ritningar av Sven Malm. Knaust blev det fina hotellet i Sundsvall på träpatronernas tid, känt för sin stora solfjädersformade trappa i carraramarmor mitt emot entrén, där man gärna skålade in nyåret och lät större sällskap fotograferas. En vanlig myt är att någon, enligt vissa uppgifter en kung, enligt andra en kavallerilöjtnant, ska ha ridit uppför trapporna men enligt Sundsvalls Tidning är den enda bekräftade ridturen att en ponny tagit sig uppför trapporna och sedan fick fraktas ner i bagagehissen.
En av de mest kända gäster som besökt hotellet är Kung Chulalonkorn från Siam (Thailand) som med följe åt lunch på hotellet på ett Sverigebesök den 20 juli 1897. En annan rolig anekdot om hotellet är när föreståndaren lät riva en tegelvägg inne på hotellet för att genomföra en bjudning för ett större sällskap så att de skulle få plats för att strax därefter låta mura upp den igen.
Hotellet slog igen 1978, varefter lokalerna bland annat använts som kontor av Patent- och registreringsverkets bolagsbyrå. 2002 blev byggnaden åter hotell i renoverat skick, under namnet  Elite Hotel Knaust. Huvudarkitekt för ombyggnaden var Arkitekt SAR/MSA Martin Häller på Tirsén & Aili Arkitekter.
Myten om skvadern, enligt egen utsago skjuten 1874 av flottningsinpektoren Håkan Dahlmark har sitt ursprung en våt kväll just på detta hotell i början av 1900-talet.